# Förenta nationerna
Förenta nationerna, även skrivet Förenta Nationerna, (FN) är en mellanstatlig organisation grundad 24 oktober 1945 för att främja internationellt samarbete. Vid grundandet fanns 51 suveräna stater som medlemmar och sedan juli 2011, då Sydsudan blev upptaget, har organisationen 193 medlemsstater uppdelade på fem regionala grupper, vilket innebär att nästan samtliga av världens självständiga nationer är medlemmar.
Organisationens namn går tillbaka till Förenade nationernas deklaration (engelska: Declaration by United Nations) från 1 januari 1942, där regeringarna från tjugosex allierade länder anslöt sig till den brittisk-amerikanska Atlantdeklarationen, vilken förband de inblandade regeringarna till principer om hur de skulle agera under det pågående andra världskriget och den kommande freden. När representanter för krigets segrarmakter i San Francisco, den 26 juni 1945, skrev under stadgan för att bilda en internationell organisation antog man namnet "United Nations".
Förenta nationerna som organisation har fem huvudorgan, vilket bland annat innefattar Generalförsamlingen och Säkerhetsrådet som möts i Förenta nationernas högkvarter i New York. Säkerhetsrådet kan under extraordinära omständigheter fatta beslut som är bindande för enskilda medlemsländer, men framför allt utgör Förenta nationerna en viktig mötesplats och ett forum för medlemsstaternas regeringar. Förutom FN som en mellanstatlig organisation, finns det också ett utvidgat FN-system där en rad fackorgan, vilka formellt utgör egna självständiga organisationer, specialiserade inom olika områden samarbetar under FN:s ledning. Förenta nationernas generalsekreterare som leder arbetet i FN-sekretariatet är även ordförande i den kommitté som koordinerar arbetet med de olika fackorganen inom FN-systemet.

## Historia

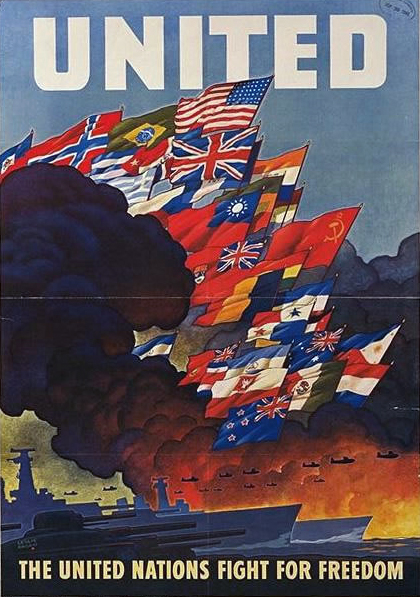
Förenade nationernas deklaration 1942 lade grunden till att FN kunde bildas som organisation vid krigsslutet.

Förenta nationerna bildades i slutskedet av andra världskriget av de allierade stater som bekämpat axelmakterna och som ville manifestera sin enighet bakom den nya världsordning och de grundläggande principer man enats om under kriget. Förenade nationernas konferens (engelska: United Nations Conference on International Organization) i San Francisco inleddes den 25 april 1945, medan slutstriderna mot Nazityskland fortfarande pågick i Europa.
Vid konferensens avslutande två månader senare den 26 juni 1945 undertecknade representanter för grundarnationerna den stadga som upprättade FN och som gäller än idag, men grundandet räknas formellt från den 24 oktober 1945, när säkerhetsrådets fem permanenta medlemmar Kina, Frankrike, Sovjetunionen, Storbritannien, USA och en majoritet av de övriga länderna hade ratificerat den. Vid det laget hade även Japan lagt ned vapnen och kapitulerat för segrarmakterna.
Organisationens namn går tillbaka till Förenade nationernas deklaration (engelska: Declaration by United Nations) från 1 januari 1942, där regeringarna från 26 allierade länder anslöt sig till den brittisk-amerikanska Atlantdeklarationen. Den utvidgade deklarationen tillkom på amerikanskt initiativ efter att USA den 7 december 1941 blivit indraget i kriget efter Japans anfall mot Pearl Harbor. Namnet "United Nations" myntades av den amerikanske presidenten Franklin D. Roosevelt och den brittiske premiärministern Winston Churchill accepterade förslaget.
Idén om att etablera en ny internationell organisation utarbetades i deklarationer som undertecknades vid de allierades konferenser i Moskva och Teheran 1943. Under perioden augusti–oktober 1944 möttes representanter från Kina, Storbritannien, USA och Sovjetunionen i Washington D.C. vid det som kommit att kallas Dumbarton Oaks-konferensen. Förutom organisationens syften, kraven för medlemskap och olika utformningar av olika organ, diskuterades vid konferensen och senare möten, också olika metoder att upprätthålla internationell fred och säkerhet samt internationellt ekonomiskt och socialt samarbete. Förslagen diskuterades av olika regeringar och enskilda medborgare över hela världen. Fram till krigsslutet hade ytterligare 21 regeringar skrivit under Förenade nationernas deklaration och anslutit sig till de allierade.
Den 25 april 1945 inleddes Förenade nationernas konferens om internationell organisation i San Francisco. Under konferensen i Dumbarton Oaks hade det inte lämnats något utrymme åt icke-statliga organisationer, utan endast organisationens egna organ diskuterades. Vid konferensen i San Francisco hade dock USA inkluderat representanter från organisationer i sin delegation. En rekommendation från dessa om konsultationer mellan Ekonomiska och sociala rådet och icke-statliga organisationer ledde fram till att detta inkluderades i FN-stadgan. De 50 nationerna som fanns representerade på konferensen undertecknade FN-stadgan två månader senare den 26 juni 1945. Polen var inte representerat vid konferensen, men fick en plats reserverat bland de stater som grundade FN. Antalet ursprungliga medlemmar i organisationen är därför 51.
De som grundade FN hade högt ställda förhoppningar att organisationen skulle förhindra konflikter mellan världens nationer och göra krig omöjliga i framtiden genom att främja kollektiv säkerhet. Dessa förhoppningar har inte uppfyllts men världen har hittills inte fått uppleva ett nytt världskrig. Mellan 1947 och 1991 gjorde världens uppdelning i två ideologiska block under det kalla kriget alla överenskommelser och fredsinsatser mycket komplicerade. Efter det kalla krigets slut väcktes nya förhoppningar om att FN skulle bli en organisation som förverkligade världsomfattande samarbete och fred. Åtminstone ett dussintal konflikter har dock sedan dess plågat världen, och sedan Sovjetunionens fall har USA ensamt intagit en dominerande ställning vilket skapat nya problem för FN.
Sverige anslöt sig aldrig till Förenade nationernas deklaration under kriget, vilket hade inneburit att ge upp neutraliteten och ansluta sig till de allierade. Sverige var därför inte heller bland de nationer som var med och grundade organisationen 1945, utan blev upptagen som medlem den 19 november 1946. Den svenska översättningen av FN-stadgan skiljer på "Förenta Nationerna" som namn på organisationen och "förenade nationerna" om alliansen som bildade den, medan den engelskspråkiga stadgan som skrevs under vid grundandet den 26 juni 1945 bibehåller kontinuiteten i namnet "United Nations" för både organisationen och för alliansen som bildades under kriget. Sverige var tillsammans med andra tidiga medlemsländer delaktiga i antagandet av FN:s deklaration om de mänskliga rättigheterna den 10 december 1948. Sedan 1948 firas också datumet för FN:s grundande, den 24 oktober som FN-dagen. Det finns en rekommendation från FN:s generalförsamling om att göra 24 oktober till helgdag i medlemsländerna. I Sverige är den 24 oktober allmän flaggdag.

## Medlemsstater

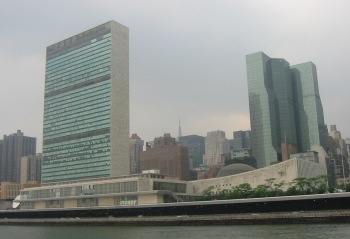
FN-högkvarteret i New York invigdes i januari 1951.

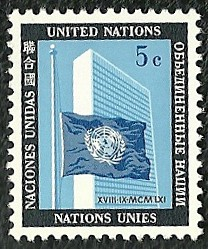
Ett frimärke med FN flaggan på halv stång.

Förenta nationerna har, sedan Sydsudan blev upptaget som medlem den 14 juli 2011, 193 medlemsstater. Före Sydsudan var Montenegro den nyaste medlemmen, efter att ha uppnått sin självständighet 2006. Enligt FN:s position är det endast Vatikanstaten, av världens 194 självständiga stater, som inte är medlem.
Enligt FN-stadgan är medlemskap öppet för fredsälskande stater och som accepterar de åligganden som stadgan föreskriver och som, enligt organisationens sätt att se på saken, är villiga och kapabla att uppfylla dessa åtaganden. Generalförsamlingen beslutar om medlemskap efter att Säkerhetsrådet tillstyrkt detta.
Före 1971 företräddes Kina av regeringen i Taipei, i dagligt tal Taiwan. Sedan 1971 är det FN:s position att hela Kina istället företräds av Folkrepubliken Kina, som enda legitim regering. Enligt FN:s syn uppfyller Taiwan därmed inte kriterierna för medlemskap i organisationen.
Kosovo är sedan den 10 juni 1999, genom en resolution i Säkerhetsrådet, ställd under civil FN-administration. UNMIK upprättade 2001 en uppsättning provisoriska självstyrelseinstitutioner (engelska: Provisional Institutions of Self-Government), inklusive en folkvald församling. Den 12 februari 2008 samlades Kosovos folkvalda representanter i Prishtina, oberoende av den församling de blivit valda till, där de antog en författning och förklarade Kosovo självständigt från Serbien. Kosovos självständighet har per den 2 juli 2014 erkänts av 107 av FN:s medlemsstater. Kosovos självständighet erkänns dock ej av Serbien, som fortfarande betraktar det som en del av sitt suveräna territorium. Säkerhetsrådet har inte heller tillstyrkt medlemskap i FN, då de permanenta medlemmarna Ryssland och Kina inte erkänner Kosovo.
Utbrytarstater som Abchazien, Nordcypern, Somaliland, Sydossetien och Transnistrien eller associerade stater som Cooköarna och Niue anses inte heller uppfylla FN:s kriterier för medlemskap.

### Observatörsstatus i Generalförsamlingen
Palestina och Vatikanstaten har observatörsstatus i FN:s generalförsamling. I inbjudan att delta som observatörer ingår rätten att hålla en permanent delegation vid FN-högkvarteret. Observatörer har ingen rösträtt i generalförsamlingen, men de får delta med yttranderätt och kan således påverka FN:s medlemsstater. Eftersom de inte är medlemmar kan de inte heller bli invalda i Säkerhetsrådet.

## FN-systemet

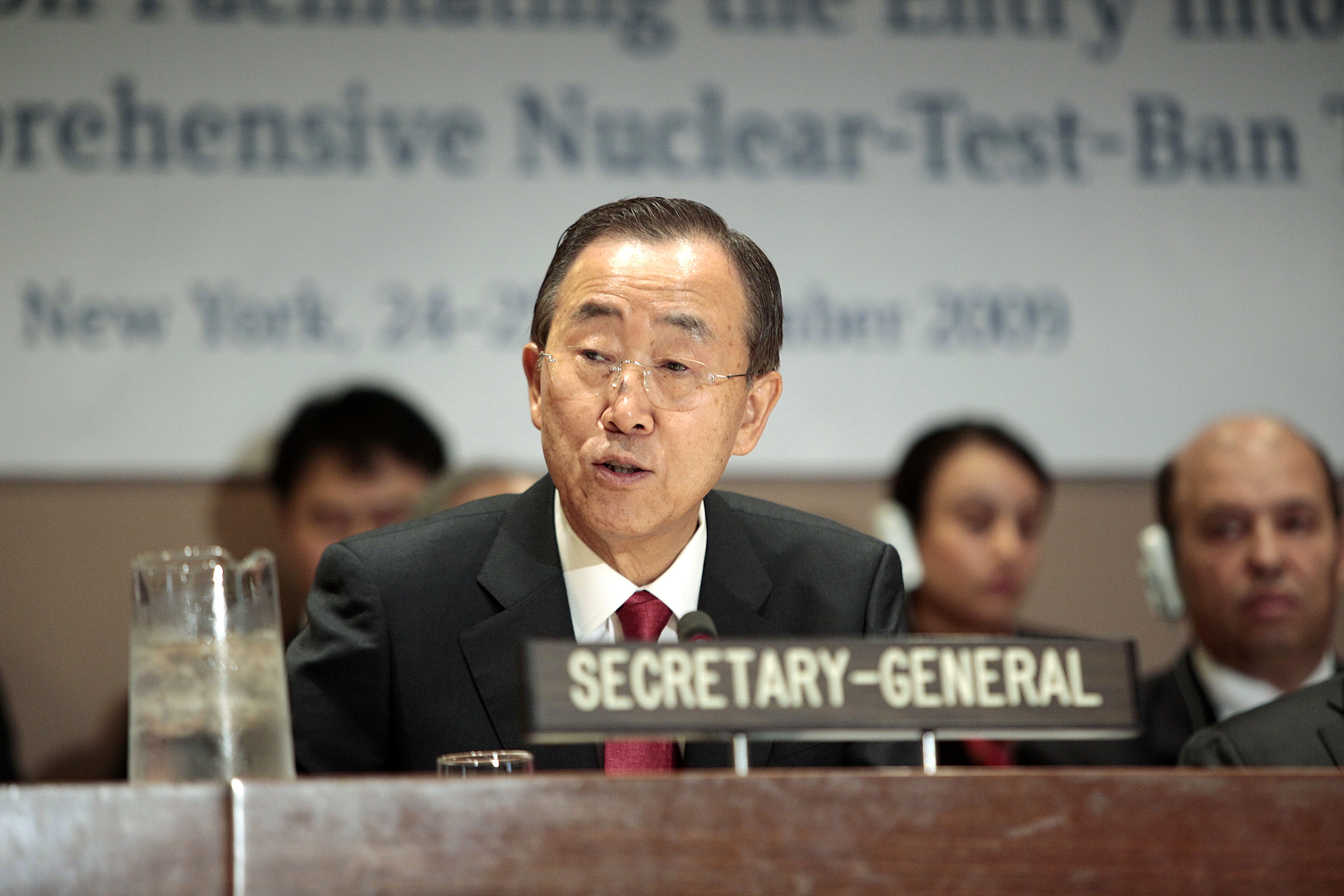
Ban Ki-moon, tidigare generalsekreterare, leder arbetet i Sekretariatet, ett av FN:s huvudorgan.

En överblick av FN-systemets viktigaste organ.

FN-systemet (engelska: United Nations System; franska: Système des Nations unies) består av den mellanstatliga organisationen Förenta nationerna (engelska: United Nations; franska: Organisation des Nations unies) och dess samarbete med de andra fristående mellanstatliga organisationer som går under beteckningen Förenta nationernas fackorgan (engelska: United Nations Specialized Agencies; franska: Institutions spécialisées des Nations unies).
| FN-systemet                   | Organ                                                                        | Organ |
| ----------------------------- | ---------------------------------------------------------------------------- | --- |
| Förenta nationerna            | Huvudorgan                                                                   | Generalförsamlingen, Säkerhetsrådet, Ekonomiska och sociala rådet, Sekretariatet, Internationella domstolen            |
| Förenta nationerna            | Underorgan                                                                   | Fonder och programorganisationer, Regionala kommissioner, Forsknings- och utbildningsinstitut, Koordineringsorgan, mm. |
| Förenta nationernas fackorgan | FAO, ICAO, ILO, IMF, IMO, ITU, Unesco, UPU, WHO, World Bank Group, WMO, etc. | FAO, ICAO, ILO, IMF, IMO, ITU, Unesco, UPU, WHO, World Bank Group, WMO, etc.                                           |
| Andra relaterade organ        | IAEA, WTO, OPCW, OHCHR, UNFCCC, UNAIDS, CTBTO, etc.                          | IAEA, WTO, OPCW, OHCHR, UNFCCC, UNAIDS, CTBTO, etc.                                                                    |

### FN-organisationen

#### Huvudorgan
FN-organisationen är den mellanstatliga organisation som bildades 1945 med namnet Förenta nationerna, och den har fem stycken huvudorgan (engelska: principal organs; franska: organes principaux).
- Generalförsamlingen
- Säkerhetsrådet
- Ekonomiska och sociala rådet
- Sekretariatet
- Internationella domstolen

I FN-stadgan finns även ett sjätte huvudorgan Förvaltarskapsrådet, men dess verksamhet förklarades vilande 1994 då Palau, det sista av FN:s förvaltarskapsområden, uppnådde självständighet.

#### Underorgan
Under de olika huvudorganen lyder ett antal underorgan vilka kan indelas i ett antal huvudkategorier. Exempelvis räknas till fonder och programorganisationer de underorgan som tillkommit för att fylla sådana behov som inte förutsågs vid FN:s grundande 1945, exempelvis Palestinska flyktingar, utvecklingsbistånd, livsmedelsförsörjning och miljöfrågor.
- Fonder och programorganisationer
- Regionala kommissioner[22]
- Forsknings- och utbildningsinstitut[23]
- Koordineringsorgan[24]
- Gemensamt finansierade organ[25]

Exempel på underorgan är FN:s miljöprogram (United Nations Environment Programme),  FN:s befolkningsfond (United Nations Population Fund), FN:s flyktingkommissariat (United Nations High Commissioner for Refugees), Unicef (United Nations International Children's Emergency Fund), UN Women, etc.

### Förenta nationernas fackorgan
Förenta nationernas fackorgan (engelska: United Nations Specialized Agencies; franska: Institutions spécialisées des Nations unies) är separata och fristående internationella organisationer med olika specialområden, som deltar i ett institutionaliserat samarbete inom FN-systemet. Vissa av organisationerna saknade koppling till FN vid grundandet, och några är äldre än FN, men har valt detta samarbete.
 Ett urval av FN:s fackorgan.
- FN:s livsmedels- och jordbruksorganisation, Food and Agriculture Organization of the United Nations
- Internationella arbetsorganisationen, International Labour Organization
- Internationella valutafonden, International Monetary Fund
- Internationella sjöfartsorganisationen, International Maritime Organization
- Internationella teleunionen, International Telecommunication Union
- Unesco, United Nations Educational, Scientific and Cultural Organisation
- Världshälsoorganisationen, World Health Organisation
- Världsbanken, World Bank Group
- Världspostföreningen, Universal Postal Union

### Samarbete med andra internationella organisationer
Internationella organisationer som inte räknas som fackorgan inom FN-systemet, men som ändå upprätthåller en hög grad av samarbete med FN är bland annat Internationella atomenergiorganet (IAEA), Världshandelsorganisationen (WTO) och Organisationen för förbud mot kemiska vapen (OPCW).

## Säkerhetsrådet

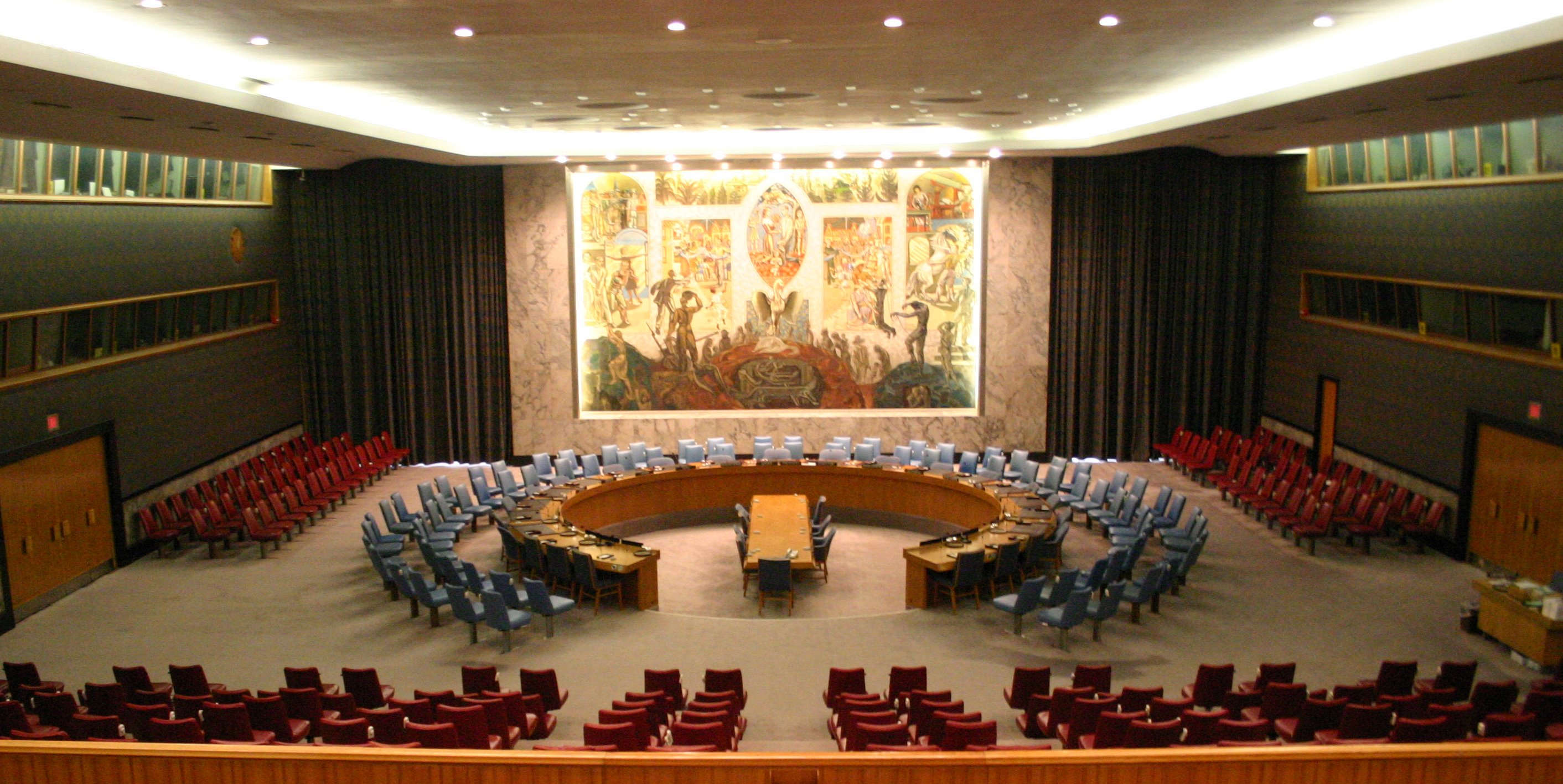
Säkerhetsrådet är ett av FN:s huvudorgan och är organisationens viktigaste beslutsfattande instans.

Säkerhetsrådet är ett av FN:s huvudorgan och är organisationens viktigaste beslutsfattande instans. Rådet har plats för femton medlemmar, men fem av dessa är reserverade för permanenta medlemmar som dessutom har vetorätt i alla beslut i säkerhetsrådet. De permanenta medlemmarna i säkerhetsrådet är sedan 1992 USA, Storbritannien, Frankrike, Kina och Ryssland. De tio icke-permanenta medlemmarna väljs med en mandatperiod om två år, med fem nyvalda medlemmar per år.
Det är endast de permanenta medlemmarna som har vetorätt i Säkerhetsrådet. För att en resolution skall godkännas måste nio medlemmar, inklusive samtliga permanenta medlemmar, bifalla förslaget i en omröstning. Vetot utlöses om någon av de permanenta medlemmarna inte bifaller en föreslagen resolution. Det land som flitigast använde sin vetorätt var fram till 1984 Sovjetunionen, men efter 1984 har det varit USA.
Före 1991 var det Sovjetunionen innehade den plats som Ryska federationen nu har i Säkerhetsrådet. Fram till 1971 var det Republiken Kina, från 1949 representerat av regeringen i Taipei som representerade Kina, men sedan 1971 är det Folkrepubliken Kina och regeringen i Peking som besätter Kinas plats.

## Språk
Förenta nationernas officiella språk är de vilka alla organisationens dokument måste utges på, förutsatt att dokumenten är av tillräckligt officiell karaktär. Dessa språk är arabiska, kinesiska, engelska, franska, ryska och spanska. Fem av de officiella språken blev valda då FN grundades, eftersom de användes av de permanenta medlemmarna av Säkerhetsrådet samt spanska. Arabiska lades till 1973. Från 1945 till 1971 användes traditionella kinesiska tecken men efter 1972 började man använda förenklade kinesiska tecken. FN-standarden for engelskspråkiga dokument (United Nations Editorial Manual) följer brittisk engelsk praxis och Oxford-standard.

## FN-högkvarteret och andra FN-kontor

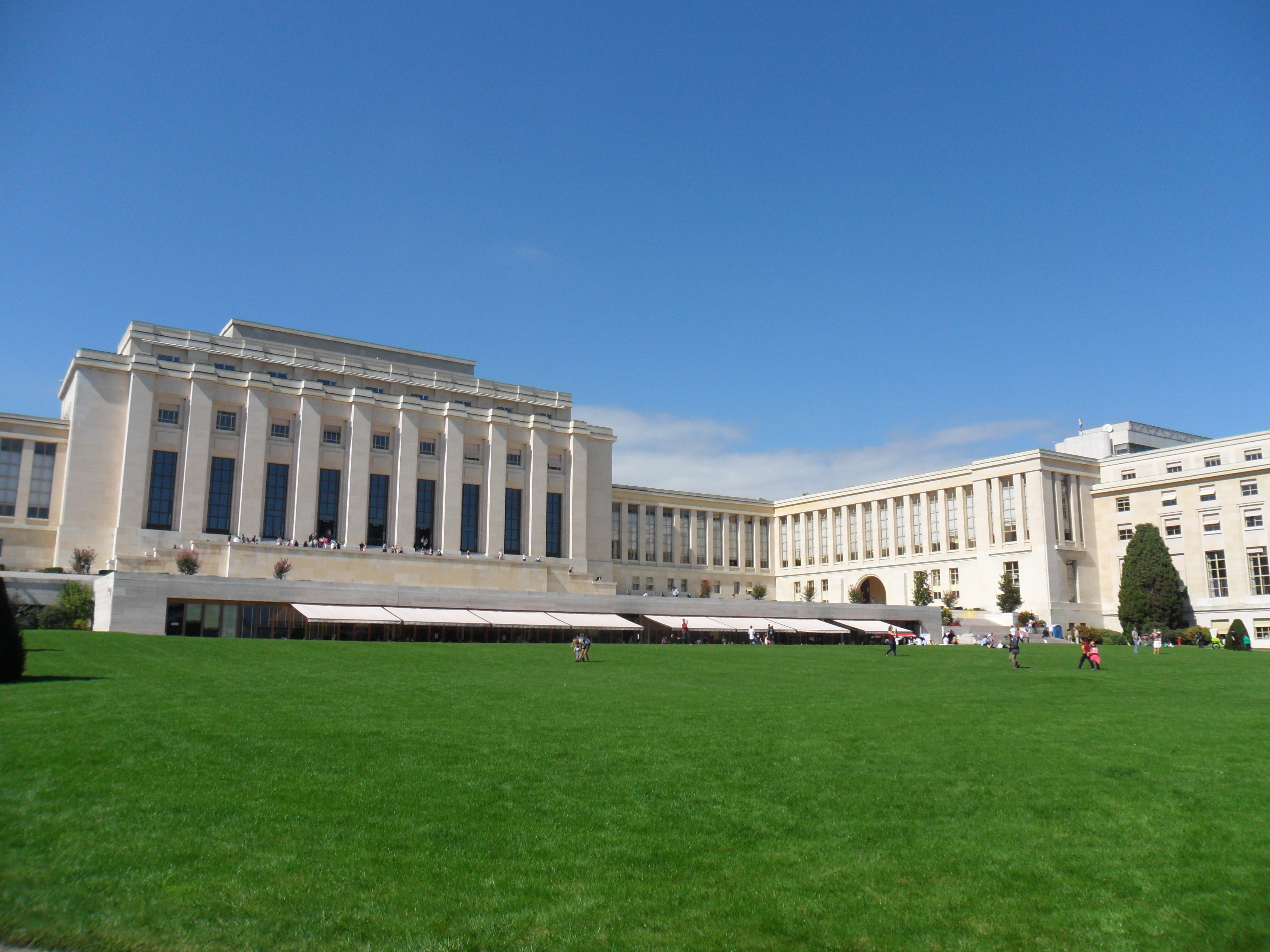
Nationernas palats, uppfört 1936 för Nationernas förbund, används sedan 1946 som Förenta nationernas kontor i Genève.

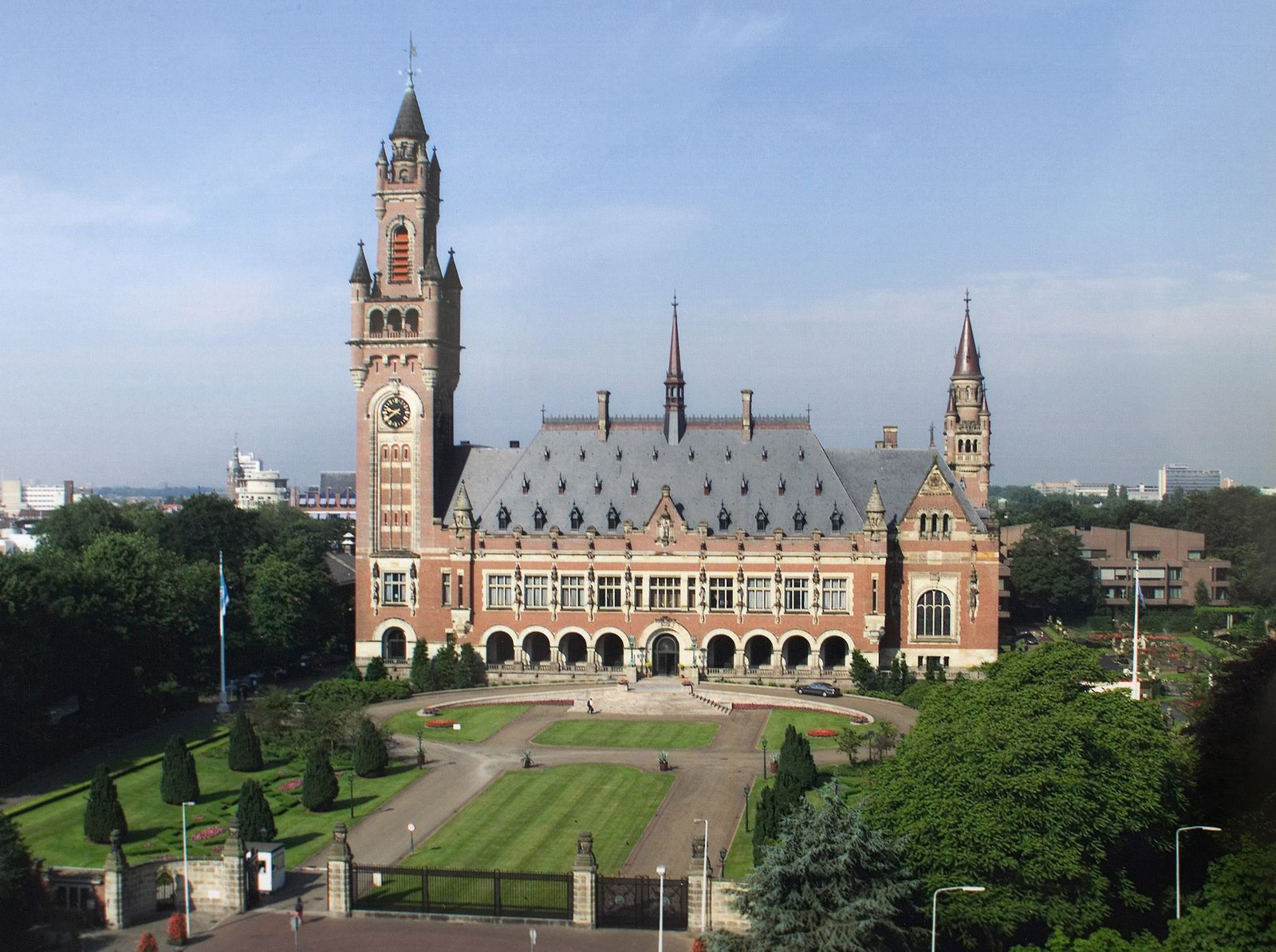
Fredspalatset i Haag är säte för Internationella domstolen, ett av FN:s huvudorgan.

När Generalförsamlingen och Säkerhetsrådet samlades för första gången i januari 1946 saknade FN egna lokaler och sammanträdena hölls på inbjudan i London, bland annat i den stora samlingslokalen Methodist Central Hall i Westminster.
I och med krigsutbrottet 1939 hade Nationernas förbund misslyckats med sitt uppdrag att bibehålla den fredsordning som upprättats efter första världskriget. När organisationen avvecklades i april 1946 överlät den sina tillgångar, inklusive det 1936 färdigställda högkvarteret Nationernas palats i Genève, till FN.
FN beslutade dock att bygga ett nytt högkvarter i New York, och till dess det öppnade officiellt den 9 januari 1951 sammanträdde Generalförsamlingen dels i Chaillotpalatset i Paris och i New York-förorten Lake Success. FN-högkvarteret består av fyra byggnader Generalförsamlingens byggnad, Konferensbyggnaden, den 39 våningar höga Sekretariatsbyggnaden och Dag Hammarskjöldbiblioteket som färdigställdes 1961. Tomten för FN-högkvarteret vid East River köptes genom en donation från John D. Rockefeller Jr. på 8,5 miljoner dollar. Området för högkvarteret är en internationell zon och åtnjuter exterritorialitet, vilket innebär ett visst mått av oberoende gentemot den lokala statsmakten, men man är fortfarande underkastad att följa de flesta federala och delstatliga lagar och bestämmelser.
Den enda av FN:s huvudorgan som inte ligger i New York är Internationella domstolen som finns i Fredspalatset i Haag. Nationernas palats blev Förenta nationernas kontor i Genève, som är det viktigaste sätet för FN utanför New York, följt av FN-kontoren i Wien och Nairobi. Inom FN-systemet finns också oberoende fackorgan som har kontor på orter som Rom, Addis Abeba, Montréal, Köpenhamn, Paris, etc.

## Temaperioder
FN utfärdar och koordinerar internationella temaperioder för att observera frågor som är av internationellt intresse. Med FN:s symbolism, en speciellt framtagen logotyp för temat, och FN:s infrastruktur så har dagar, veckor, år och årtionden fått speciell status och blivit internationellt uppmärksammade. Till exempel Jordens dag, Internationella astronomiåret, FN:s årtionde 1997–2006 för utrotande av fattigdom och internationella året 2006 för öknar och ökenutbredning.